# Dominique Orliac
Pour les articles homonymes, voir Orliac.
Dominique Orliac, née le 15 mars 1952 à Palaiseau, est une femme politique française, membre du Parti radical de gauche.

## Biographie
Née à Palaiseau (Essonne), Dominique Orliac est originaire de Sénaillac-Lauzès dans le Lot. Mariée et mère de trois enfants, elle exerce la profession de médecin ophtalmologue à Cahors depuis 1981.

### Carrière
Elle commence sa carrière politique en 1995, en étant élue conseillère municipale de la ville de Cahors, alors dirigée par Bernard Charles, chargée notamment de la régie de quartier. Encartée au Parti radical de gauche, elle est ensuite élue présidente de la fédération lotoise, puis occupe le poste de vice-présidente au niveau national. 
En 2000, elle devient la première femme de Midi-Pyrénées à prendre la présidence départementale du conseil de l'Ordre des médecins.
De mars 2001 à juin 2007, elle siège au Conseil régional de Midi-Pyrénées présidé par Martin Malvy.
En octobre 2002, à la suite d'une élection cantonale partielle, elle est élue dans le canton de Cahors-Nord-Est avec 50,8 % des suffrages face à Carmen Bardin (UMP). En avril 2004, pour les élections cantonales, elle est réélue dans le même canton face à Michel Roumégoux (UMP) avec 59,73 %. Dominique Orliac ne se représente pas pour les élections cantonales françaises de 2011, par souci du non-cumul de mandat.

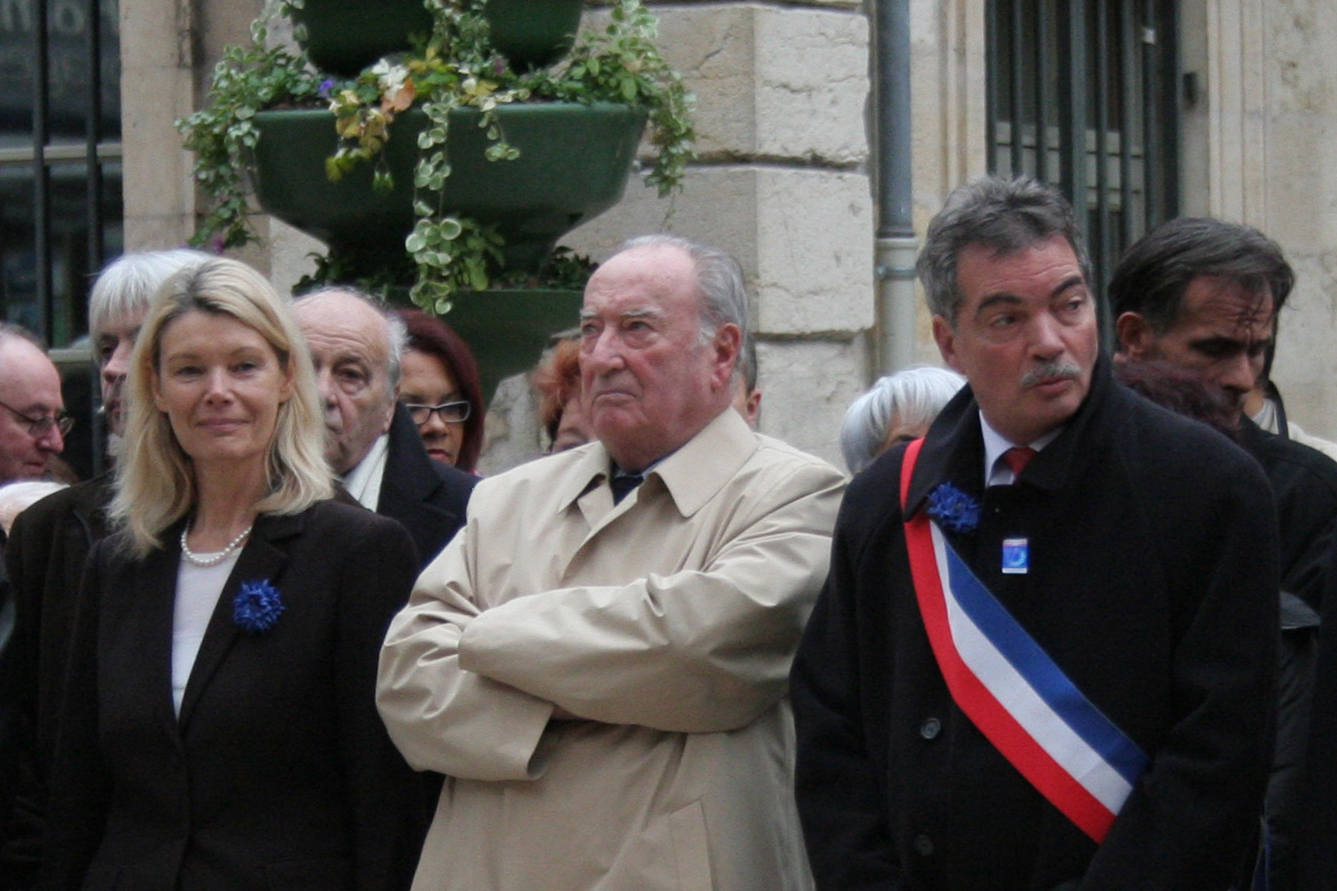
Dominique Orliac le 11 novembre 2007 à Cahors, aux côtés de Maurice Faure et Marc Lecuru.

Le 17 juin 2007, Dominique Orliac est élue députée de la première circonscription du Lot, battant au second tour le sortant Michel Roumégoux (UMP) avec près de 55 % des voix. Elle est réélue le 17 juin 2012 avec près de 60 % des voix face au candidat UMP, Aurélien Pradié. Pour les élections législatives de 2017, elle se porte candidate à sa succession; elle est éliminée au premier tour.
En novembre 2014, elle est nommée membre de la commission « Avenir des trains d’équilibre du territoire » (TET) par Alain Vidalies, secrétaire d'État chargé des Transports, de la Mer et de la Pêche, dont la mission est « de clarifier l’articulation des trains TET avec les autres services de transport ferroviaire, notamment les TER, mais aussi avec les alternatives que peuvent représenter les autres modes de transports ou les nouvelles formes de mobilité »,.

## Synthèse des fonctions et mandats

### À l’Assemblée nationale
- 20 juin 2007 - 20 juin 2017 : députée de la première circonscription du Lot

### Au Conseil régional
- 19 mars 2001 - 29 mars 2004 : membre du Conseil régional de Midi-Pyrénées
- 30 mars 2004 - 17 juin 2007 : membre du Conseil régional de Midi-Pyrénées

### Au Conseil général
- 1er octobre 2002 - 31 mars 2011 : membre du Conseil général du Lot (élue dans le canton de Cahors-Nord-Est)

### Au niveau municipal
- 19 juin 1995 - 18 mars 2001 : membre du Conseil municipal de Cahors (Lot)